# ミレニアム (テレビドラマ)
『ミレニアム』(Millennium)は、1996年から1999年にかけてアメリカで製作されたサイコ・サスペンステレビドラマ（海外ドラマ）。

## 作品概要
全3シーズン、67話が製作された。犯罪において主に加害者の見た風景や記憶、心情など、悪の思念を読み取ることができる特殊能力を持った元FBI捜査官のフランク・ブラックが、同じく元FBI捜査官を中心に組織された犯罪捜査コンサルタント組織「ミレニアム」や古巣のシアトル市警察と協力して凶悪犯罪捜査を行う過程を中心に展開していく。この作品は全シーズンに渡ってキリスト教の聖書からの引用が非常に多い。これらは欧米諸国民や信徒自身にとっては一般常識であるが、それ以外の文化圏の人間には全く理解できないエピソードもある。
第1シーズンは一般的な凶悪犯罪の解決にフランクが取り組む姿を描く。このシーズンはセブンのテレビ版を意図していた。視聴率はおおむね好評であった。
第2シーズンは製作者のクリス・カーターが同時期に製作していた『Xファイル』に専念するため現場を離れグレン・モーガンとジェームズ・ウォンに指揮を任せる。異常性が日本国外に報じられたオウム真理教事件の実態も反映して、前シーズンとは大きく作風が異なり、「ミレニアム」組織が、新たなる千年期（ミレニアム）を目前にして聖書に基づく独自の世界秩序を構築するために暗躍する秘密結社として描かれ、神秘主義的なオカルトドラマとして展開する。この大きな設定変更にファンの多くが戸惑い、批評も賛否両論となった。またこのシーズンではフランクの家族に多くの焦点が当てられ妻キャサリンが重要な役どころとなる。非常に特異なシーズンであるためカルト化しており、とりわけシーズン最終話は異常さが際立っている。
第3シーズンはカーターが復帰しモーガンとウォンは退いた。前シーズンの動揺を抑えるためにカーターは作風を一般的な犯罪ドラマであった第1シーズンへと戻した。しかしこの更なる変更が迷走とファンには受け取られ、前シーズンより視聴率は悪化した。新キャラクターであるエマ・ホリス捜査官を活躍させるなどてこ入れを図るが視聴率の低下は止まらず、物語は途中のまま第3シーズンで打ち切りとなった。
ランス・ヘンリクセンやクリス・カーターはこの作品に愛着を持っており、たびたび続編の話を持ち出すが2014年現在、続編の企画に製作会社からゴーサインは出ていない。

## スタッフ
- 製作総指揮：クリス・カーター、グレン・モーガン、ジェームズ・ウォン、マイケル・ダガン、チップ・ヨハンセン
- 音楽：マーク・スノウ

## キャスト
- フランク・ブラック（小川真司）：ランス・ヘンリクセン
- キャサリン・ブラック（高島雅羅）：ミーガン・ギャラガー
- ジョーダン・ブラック（こおろぎさとみ）：ブリタニー・ティップレディ
- ボブ・ブレッチャー（稲葉実）：ビル・スミトロヴィッチ
- ピーター・ワッツ（佐古正人）：テリー・オクィン

シーズン3から登場
- エマ・ホリス（山像かおり）：クレア・スコット
- バリー・ボールドウィン：ピーター・アウターブリッジ
- アンディ・マクラーレンFBI副局長：スティーブン・E・ミラー

## エピソード

### 第1シーズン
- 放映期間（アメリカ） 1996年10月25日 - 1997年5月16日 全22話
  - 第1話「新たなる一千年へ (Pilot)」
  - 第2話「地獄の灰 (Gehenna)」
  - 第3話「デッドレター (Dead Letters)」ドラマ「24 -TWENTY FOUR-」のビル・ブキャナン役のジェームズ・モリソンが元刑事役で登場。
  - 第4話「判事 (The Judge)」
  - 第5話「522666」
  - 第6話「下僕 (Kingdom Come)」
  - 第7話「血縁 (Blood Relatives)」
  - 第8話「古びた鍵 (The Well-Worn Lock)」
  - 第9話「透き間 (Wide Open)」
  - 第10話「エンジェル (The Wild and the Innocent)」ジェフリー・ドノヴァンがゲスト出演
  - 第11話「除草 (Weeds)」
  - 第12話「媚薬 (Loin Like a Hunting Flame)」
  - 第13話「セブン (Force Majeure)」
  - 第14話「一線 (The Thin White Line)」
  - 第15話「洗礼 (Sacrament)」
  - 第16話「無償 (Covenant)」
  - 第17話「放浪 (Walkabout)」
  - 第18話「同胞 (Lamentation)」
  - 第19話「支配されざる者 (Powers, Principalities, Thrones and Dominions)」
  - 第20話「肉の塊 (Broken World)」
  - 第21話「主は来ませり (Maranatha)」
  - 第22話「接近 (Paper Dove)」

### 第2シーズン
- 放映期間（アメリカ） 1997年9月19日 - 1998年5月15日 全23話
  - 第23話「始まり、そして終わり (The Beginning and the End)」
  - 第24話「聖犬 (Beware of the Dog)」
  - 第25話「ペイシェント・ゼロ (Sense and Antisense)」
  - 第26話「怪物 (Monster)」
  - 第27話「秘儀 (A Single Blade of Grass)」
  - 第28話「A.C.T.S.268 (The Curse of Frank Black)」
  - 第29話「19:19」
  - 第30話「聖なる手 (The Hand of Saint Sebastian)」
  - 第31話「最期の審判 (Jose Chung's Doomsday Defense)」
  - 第32話「クリスマス・イブ (Midnight of the Century)」
  - 第33話「レクイエム (Goodbye Charlie)」
  - 第34話「発光 (Luminary)」
  - 第35話「ミカド (The Mikado)」
  - 第36話「ペストハウス (The Pest House)」
  - 第37話「聖戦 Part 1 (Owls)」
  - 第38話「聖戦 Part 2 (Roosters)」
  - 第39話「サイレン (Siren)」
  - 第40話「受胎 (In Arcadia Ego)」
  - 第41話「聖母 (Anamnesis)」
  - 第42話「再来 (A Room with No View)」
  - 第43話「サタン (Somehow, Satan Got Behind Me)」
  - 第44話「運命の時 Part 1 (The Fourth Horseman)」
  - 第45話「運命の時 Part 2 (The Time Is Now)」

### 第3シーズン
- 放映期間（アメリカ） 1998年10月2日 - 1999年5月21日 全22話
  - 第46話「密使 Part 1 (The Innocents)」
  - 第47話「密使 Part 2 (Exegesis)」
  - 第48話「洗脳 (Teotwawki)」
  - 第49話「デッド・エンド (Closure)」
  - 第50話「…13年後 (…Thirteen Years Later)」
  - 第51話「屍 しかばね (Skull and Bones)」
  - 第52話「ぶらんこの少女 (Through a Glass, Darkly)」
  - 第53話「合成ホルモン (Human Essence)」
  - 第54話「リトルフット (Omerta)」
  - 第55話「かりそめの時 (Borrowed Time)」
  - 第56話「砂漠の嵐 (Collateral Damage)」
  - 第57話「雪の調べ (The Sound of Snow)」
  - 第58話「魔宮 (Antipas)」
  - 第59話「マトリョーシュカ (Matryoshka)」
  - 第60話「メシア (Forcing the End)」
  - 第61話「マーキュリー (Saturn Dreaming of Mercury)」
  - 第62話「ダーウィンの目 (Darwin's Eye)」
  - 第63話「悪趣 (Bardo Thodol)」
  - 第64話「7と1 (Seven and One)」
  - 第65話「郷愁 (Nostalgia)」
  - 第66話「ウィア ドロローサ (Via Dolorosa)」
  - 第67話「命尽きる時 (Goodbye to All That)」

## 日本での放送
1996年当時、日本では地上波で『Xファイル』を放送していてクリス・カーターがもてはやされていた。その勢いで『ミレニアム』は本国放送とほぼ同時に字幕版、吹き替え版両方でビデオが発売、レンタルされた。また、1998年からCSのFOXチャンネルで順次第3シーズンまで全話放送された。その後、数年おきに再放送されたが2006年を最後に放送は止まっている。地上波でも関東ローカル局や地方局の深夜などで吹き替え版が散発的に放送されたことがある。なお、『Xファイル』とは異なり日本未公開エピソードは無い。2014年現在、廉価版DVDボックスが発売されており、容易に全エピソードを視聴することが出来る。

## クロスオーバー
同じクリス・カーター製作総指揮のテレビドラマ『Xファイル』の第7シーズン第143話(File No.704「ミレニアム」)において、エピローグ的なストーリーとして、その後のフランクが描かれる。それによるとフランクは独力で「ミレニアム」組織の暗躍を叩きつぶしたことになっている。

## その他
- DVDに収録された制作スタッフ、出演俳優などのオーディオコメンタリーによると、第2シーズンでの「ミレニアム」組織についての路線変更は必ずしも成功したとは言い難いようである。その反省をふまえて第3シーズンでは犯罪捜査により重点を置いたものとして制作されたとのことである。
- 前述のように製作総指揮が『Xファイル』と同じクリス・カーターということで、役者や脚本家などの起用に共通部分が多い。ちなみにレギュラーであるテリー・オクィンは『Xファイル』第2シーズン、第9シーズン、劇場版に登場している。
- 劇中の犯罪捜査コンサルタントとしての「ミレニアム」組織のモデルにはAGI(Academy Group Inc)という元FBI捜査官を中心とした組織が実在する。

## 参考資料
- Shearman, Robert; Pearson, Lars (2009). Wanting to Believe: A Critical Guide to The X-Files, Millennium & The Lone Gunmen. Mad Norwegian Press. ISBN 097594469X